# Троицкий, Евгений Васильевич
Евге́ний Васи́льевич Тро́ицкий (28 сентября 1917, Минск, Минская губерния, Российская империя — 3 ноября 2008, Йошкар-Ола, Марий Эл, Россия) — советский деятель радио- и тележурналистики, радиотехник. Стоял у истоков марийского радиовещания и телевидения: первый директор Марийского телерадиоцентра, заместитель председателя Гостелерадио Марийской АССР (1960—1977). Заслуженный работник культуры Марийской АССР (1970).

## Биография
Родился 28 сентября 1917 года в Минске в семье почтово-телеграфных работников.
В 1922 году вместе с семьёй переехал в г. Йошкар-Олу.
В 1937 году окончил Горьковский техникум связи. 
В 1937—1939 годах — техник радиоузла, с 1938 года — начальник радиостанции РВ-61 в г. Йошкар-Оле.

Сам Е. В. Троицкий позднее так вспоминал это событие:
«Мне пришлось непосредственно участвовать в создании технической базы. Мы совершенно неожиданно получили французский телевизионный передатчик ТВ-331 и аппаратно-студийное оборудование ТЦ-2, изготовленное в Ленинграде. При внедрении последнего обнаружилось немало дефектов, и устранять их приехали бригады наладчиков. На том телевизионном оборудовании, которое мы смонтировали, изображение всё время менялось, и для того, чтобы его качество держалось на уровне, надо было «вручную» исправлять картинку».
В 1960—1977 годах — первый директор Марийского телерадиоцентра и одновременно — заместитель председателя Гостелерадио Марийской АССР. Под его началом прошло становление технической базы Марийского радио и телевидения. В состав телецентра входили: аппаратно-студийный комплекс (АСК), состоящий из комплекта двухканальной аппаратуры типа ТЦ-2 с телекинопроекционной; УКВ ЧМ радиостанция, содержащая комплект телевизионного и звукового передатчиков мощностью 5 кВт на 7 ТВК; фильмохранилище, трансформаторная подстанция. 15 августа 1960 года Йошкар-Олинская студия телевидения впервые вышла в эфир. 
В 1970 году ему присвоено почётное звание «Заслуженный работник культуры Марийской АССР». Награждён орденом Трудового Красного Знамени, медалями и четырежды — Почётной грамотой Президиума Верховного Совета Марийской АССР.
Скончался 3 ноября 2008 года в г. Йошкар-Оле.

## Звания и награды
- Заслуженный работник культуры Марийской АССР (1970)[1]
- Орден Трудового Красного Знамени (1966)[1]
- Юбилейная медаль «За доблестный труд. В ознаменование 100-летия со дня рождения Владимира Ильича Ленина» (1970)[1]
- Почётная грамота Президиума Верховного Совета Марийской АССР (1941, 1943, 1953, 1957)[1]